# Peire de Ferrières
Peire de Ferrières (? - † 21 septembre, octobre ou 8 novembre 1307) était un religieux français du Moyen Âge, qui fut évêque de Lectoure, évêque de Noyon et archevêque d’Arles (1304-1307).

## Biographie
Ancien doyen du chapitre du Puy, maître dans les deux droits, chapelain du pape, chancelier du roi Charles II de Sicile, Peire de Ferrières est nommé en 1299 évêque de Lectoure après la mort de Géraud II de Montlezun, connu pour la reconstruction de la cathédrale Saint-Gervais-Saint-Protais de Lectoure. Il ne siège pas dans ce diocèse, laissant sa gestion à son vicaire général Guillaume Meschini.
Il est ensuite nommé à l'évêché  de Noyon de 1301 à 1303.
Il est promu archevêque d’Arles le 23 août 1303. Il prend possession de son archevêché le 30 janvier 1304.
Lors de son archiépiscopat, on le voit intervenir dans son diocèse. Par exemple, en 1305, à Salon, il annule le droit de pallium (taxe perçue par l'archevêque à son entrée en fonction)..., mais le remplace par une taxe permanente sur la vente du blé. 
De même, le 8 janvier 1307, il effectue une visite pastorale au monastère de Mollégès pour régler différents problèmes afférents à son autorité spirituelle et temporelle.
D'après la GCN, il meurt le 8 novembre 1307.